# Federazione Internazionale di Pole Sport
La Federazione Internazionale di Pole Sport (IPSF) è un’organizzazione globale no-profit che è stata riconosciuta Membro Osservatore dall’Associazione Globale delle Federazioni Sportive Internazionali (GAISF) in quanto ente governativo internazionale di Pole Sport. L’IPSF è l’associazione che raggruppa le federazioni nazionali di Pole e organizza ogni anno il Campionato Mondiale Pole.

## Storia
Il Pole Sport richiede l’utilizzo di pali in metallo verticali (di cui uno girevole e l'altro fisso) sul quale gli atleti oltre ad impiegare movimenti acrobatici e artistici eseguono anche elementi coreografati su musica. Negli anni ’90 e 2000 il Pole Dance si sviluppò come disciplina di fitness. Nel 2009 Katie Coates e Tim Trautman formarono l’IPSF per promuovere il Pole Sport come una vera e propria attività sportiva. La Pole Dance si stava sviluppando sempre di più come sport e si stava diffondendo nell’ambito delle competizioni locali ma ancora con standard irregolari, quindi sentirono il bisogno di apportare delle regole per favorire un’ulteriore crescita e professionalità. Nel 2013 THEPOLE (www.thepole.eu), il brand che ha introdotto le più importanti innovazioni tecniche del settore (QuickSpin™, SafetyPlate™, ecc.) ha esortato la IPSF alla creazione di un capitolato tecnico per le attrezzature da utilizzare nelle competizioni con l'obiettivo di consentire agli atleti un allenamento più adeguato ed aumentare le performance anche grazie ad attrezzature realizzate professionalmente (non erano rari i casi di pali prodotti artigianalmente, con diametri e leghe del tutto dissimili). Sebbene le ultime evoluzioni tecniche siano ancora da registrare in questo, si è trattato del primo Apparatus Norm emanato da IPSF. Il documento è scaricabile al sito: 
Per gestire il Pole sport l’IPSF ha creato una serie di norme e regolamenti, come ad esempio il sistema dei punteggi, le norme per quanto riguarda la salute e la sicurezza e l'introduzione dei certificati per gli ufficiali di gara. Le Federazioni Nazionali cooperano con l’IPSF per far rispettare queste norme anche nelle competizioni nazionali di Pole sport. Le Federazioni Nazionali affiliate all’IPSF ora esistono in molteplici continenti a partire dall’Africa fino ad arrivare in Asia e molte altre ancora cercano di creare un piano organizzativo per ricevere l’approvazione dell’IPSF. L’Italia ad esempio, ha una propria associazione affiliata con l’IPSF chiamata Pole Sport Italia. Le Federazioni Nazionali mandano i loro migliori atleti per partecipare ai Campionati Mondiali di Pole organizzati dall’IPSF. L’IPSF è uno dei firmatari del Codice Mondiale Antidoping attraverso l’Agenzia Mondiale Antidoping (un codice nato sotto lo stimolo del Comitato Internazionale Olimpico (IOC)).  Nel 2012 l’IPSF ha dato inizio ai Campionati Mondiali di Pole annuale, dove potevano competere tra di loro atleti di ogni genere, uomini, donne e anche giovani. Nel 2017 hanno partecipato alla gara 229 atleti di 36 nazioni diverse. I telespettatori potevano seguire la competizione in diretta sulla rete attraverso livestream. L’IPSF ha collaborato con SolidSport per produrre e promuovere gli ascolti del campionato.
L’IPSF durante un incontro con il Comitato Internazionale Olimpico ha dichiarato che uno dei suoi obiettivi è di fare del Pole Sport uno sport Olimpico. I loro sforzi nel raggiungere questo traguardo hanno suscitato l’attenzione dei mass media per il Pole Sport, l’IPSF e per i suoi fondatori. L’ultima volta l’IPSF ha fatto domanda nel 2015 a SportAccord (oggi chiamato Associazione Globale delle Federazioni Sportive Internazionali o GAISF), e ha ottenuto ufficialmente l’Observer Status nel 2017. I mass media hanno messo in dubbio gli scopi dell’IPSF e si chiedono se il pole sport può diventare uno sport ufficiale, specialmente nell’ambito dei giovani. Inoltre hanno anche riportato l’impegno dell’IPSF nel cercare di uniformare lo sport, i criteri sportivi durante il campionato e l’introduzione nella competizione di categorie di diverse età inclusi gli atleti più piccoli fino ad arrivare agli atleti senior. Alcuni pole dancer sono allarmati dal fatto che gli sforzi volti all’ ufficializzazione dell’IPSF promuoveranno piuttosto il pole sport rispetto ad altre forme di pole dance; per esempio potrebbero rendere il Pole più sportivo, standardizzato con elementi atletici trascurando così la parte artistica. Tuttavia altri pole dancer credono che potrebbe portare maggiori riconoscimenti internazionali allo sport, maggiori fondi, più supporto alle federazioni nazionali e più presenza da parte dei giovani. Alcuni degli standard dell’IPSF sono stati creati apposta per differenziare il pole sport dalla ginnastica. Stando all’IPSF, l’organizzazione ha firmato un accordo a tre con GAISF e FIG (Federazione Internazionale della Ginnastica) specificando le condizioni secondo le quali la FIG supporterebbe l’entrata dell’IPSF nel GAISF. 

## Discipline
In aggiunta al Pole Sport, l’IPSF ha creato norme e standard per le competizioni nelle discipline di Ultra Pole, Artistic Pole e Para pole. Ultra Pole comprende una battaglia tra i partecipanti utilizzando diversi elementi e combinazioni. L’Artistic Pole mette più in risalto i movimenti artistici rispetto al pole sport. Il Para Pole è stato sviluppato in accordo con i criteri Paralimpici che oggi includono tre categorie: muscoli, arti e difficoltà visive.”